# 3286 Anatoliya
3286 Anatoliya (1980 BV) là một tiểu hành tinh vành đai chính được phát hiện ngày 23 tháng 1 năm 1980 bởi Karachkina, L. G. ở Nauchnyj.